# Særløse Sogn
Særløse Sogn er et sogn i Lejre Provsti (Roskilde Stift).
I 1800-tallet var Særløse Sogn anneks til Hvalsø Sogn. Begge sogne hørte til Voldborg Herred i Roskilde Amt. Hvalsø-Særløse sognekommune blev ved kommunalreformen i 1970 indlemmet i Hvalsø Kommune, der ved strukturreformen i 2007 indgik i Lejre Kommune.
I Særløse Sogn ligger Særløse Kirke.
I sognet findes følgende autoriserede stednavne:
- Atterup Huse (bebyggelse)
- Avnstrup Overdrev (bebyggelse, ejerlav)
- Ebberup Skov (areal)
- Hejede Overdrev (areal)
- Hjulebæk Huse (bebyggelse)
- Ny Tolstrup (bebyggelse)
- Orup (bebyggelse)
- Orupgård (ejerlav, landbrugsejendom)
- Ravnsholte (bebyggelse, ejerlav)
- Skov Hastrup (bebyggelse, ejerlav)
- Skov Hastrup Overdrev (areal, bebyggelse)
- Særløse (bebyggelse, ejerlav)
- Tolstrup (bebyggelse, ejerlav)